# Johnny s'en va-t-en guerre (roman)
Johnny s'en va-t-en guerre (titre original en anglais : Johnny Got His Gun) est le titre d'un roman de Dalton Trumbo, publié en 1939. L'histoire a été portée à l'écran par l'auteur en 1971.
Roman-clef de la littérature antimilitariste, le roman raconte l'histoire d'un soldat américain, véritable mort-vivant dont l’âme s’agrippe à un corps inerte. Le roman retrace, avec une grande puissance narrative, l’horreur absolue vécue à cause de la guerre.
Ce livre était lu dans les meetings pacifistes pendant la guerre du Viêt Nam et constitue une condamnation sans réserve de la guerre en général.

## Résumé
Joe Bonham, un jeune Américain décide de s'engager pour participer à la Première Guerre mondiale. Au cours d'une mission de reconnaissance, il est gravement blessé par un obus et perd la parole, la vue, l'ouïe et l'odorat. Amputé des quatre membres les médecins ne le croient plus conscient. Sur son lit d'hôpital, il se remémore le passé et essaie de deviner le monde qui l'entoure. Une infirmière attentive parvient à communiquer avec lui par le seul sens qu'il lui reste, la sensibilité de la peau. À sa demande, elle tente de lui donner la mort mais les médecins en décident autrement.

## Titre et contexte
Le titre est une allusion au slogan Johnny get your gun (« Johnny, prends ton arme ») utilisé pour recruter les jeunes américains dans l'armée à la fin du XIXe siècle et au début du XXe siècle. Le slogan a été popularisé par la chanson Over There de George M. Cohan en 1917, année de l'engagement des États-Unis dans la guerre. L'enregistrement réalisé par Al Jolson, Enrico Caruso et Nora Bayes est considéré comme ayant été la chanson ayant eu le plus de copie pour phonographe à l'époque. La phrase est également utilisée comme titre pour un film réalisé en 1919 par Donald Crisp.
La plupart des protagonistes sont inspirées par les mémoires d'enfance de Dalton Trumbo dans le Colorado et à Los Angeles. L'histoire du roman lui a été inspirée par la lecture d'un article relatant la venue du Prince de Galles dans un hôpital pour vétérans canadiens pour visiter des soldats ayants perdus leurs sens et tous leurs membres.

## Publication
L'histoire est publiée à l'origine en série en mars 1940 dans le Daily Worker, organe du Parti communiste américain auquel appartenait Dalton Trumbo. Le livre devient un « point de ralliement de la gauche » qui milite contre l'intervention des États-Unis dans la guerre, conformément au pacte Molotov-Ribbentrop de non-agression entre la Russie communiste et l'Allemagne nationale-socialiste. Peu après la rupture du pacte en 1941, Dalton Trumbo et son éditeur décident d'empêcher la réimpression du livre, conformément au désormais soutien du Parti communiste américain à la guerre des Alliés contre l'Allemagne.
Dans l'introduction d'une réédition en 1959, Dalton Trumbo décrit qu'il recevait des lettres d'isolationnistes de droite lui demandant des copies du livre quand il était épuisé. Trumbo contacta alors le FBI et remit à ce service de police les lettres des isolationnistes. Il regretta ensuite cette décision qu'il qualifia de « stupide » après que deux agents du FBI vinrent chez lui. Il réalisa alors qu'« ils étaient intéressés non pas par les lettres mais par moi ».

## Adaptations
- Le 9 mars 1940, une adaptation radiophonique produite et réalisée par Arch Oboler est diffusée sur NBC Radio avec la voix de James Cagney jouant Joe Bonham.
- En 1971, Dalton Trumbo adapte et dirige lui-même un film fondé sur son roman, avec Timothy Bottoms dans le rôle de Joe Bonham. En 2009, le film de 1971 est produit en DVD en incluant le film non coupé et un documentaire réalisé en 2005, Dalton Trumbo: Rebel In Hollywood, des entretiens, la vidéo de la chanson One de Metallica, des images réalisées entre les prises avec les commentaires de Timothy Bottoms et Jules Brenner, l'adaptation radiophonique de 1940 et une bande d'annonce originale.
- En 1982, Johnny Got His Gun est adapté au théâtre par Bradley Rand Smith, pièce jouée depuis à travers le monde. Jeff Daniels emporta un Obie Award pour sa performance dans la pièce montée à Broadway.
- En 1984, une adaptation télévisée est réalisée par Miroslava Valová sous le nom tchèque Johnny si vzal pušku. Le tournage est réalisé par la télévision tchécoslovaque, chaîne d'État communiste, à Prague, avec comme acteurs Michal Pešek, Petr Haničinec (cs) et Věra Galatíková (cs).
- En 1988, le groupe de heavy metal américain Metallica réalise l'album ...And Justice for All contenant la chanson One, fondée sur les événements contenus dans le livre et la condition de Joe. Le clip vidéo de la chanson est composé de plusieurs extraits du film de 1971.
- En 2008, Ben McKenzie réalise une performance en direct et en solo de la pièce.
- Du 21 mai 2014 au 14 juin 2014, une pièce est jouée Southwark Playhouse (en) sous la direction de David Mercatali avec Jack Holden.